# Gossip Girl (6.ª temporada)
A sexta e última temporada da série de televisão americana de drama adolescente Gossip Girl estreou na The CW em 8 de outubro de 2012, e terminou em 17 de dezembro de 2012, consistindo um total de 10 episódios. Baseado na série de livros do mesmo nome de Cecily von Ziegesar, a série foi desenvolvida para a televisão por Josh Schwartz e Stephanie Savage. A The CW renovou oficialmente a série para uma sexta temporada em 11 de maio de 2012. O final da série foi precedido por uma retrospectiva especial, incluindo entrevistas com o elenco e a equipe.

## Enredo
No início da última temporada de Gossip Girl os amigos começaram por encontrar Serena numa nova relação com um homem mais velho, o Steven. Ao longo da temporada houve complicações nessa relação porque a filha de Steven, a Sage, não gostava de Serena, mas mesmo assim a relação deles avançou e ficou séria ao ponto de Steven pedir Serena em casamento. Depois do pedido de casamento arruinado, Serena e Dan voltaram a estar juntos e perceberam que realmente gostavam um do outro, até ao jantar do dia de ação de Graças em que Dan estragou tudo quando publicou a versão má sobre Serena. A partir daí ela ficou magoada com ele e quis-se ir embora para a Europa.
Durante toda a temporada Blair e Chuck estiveram juntos e sempre se apoiaram nos seus problemas: ela que começou a representar a marca da mãe como estilista e que ao início começou mal, mas depois a Eleanor voltou para Manhattan e pôs ordem os esquemas da filha; e Chuck que esteve empenhado em descobrir a verdade sobre o negócio ilegal que o pai Bart fez à uns anos atrás. No fim da temporada, quando Bart Bass foi eleito o homem do ano, todo o ódio e raiva que ele e Chuck sempre tiveram ao longo das temporadas veio ao de cima: pelo facto de Bart nunca se ter orgulhado do filho, pelo facto de Bart ter mentido sobre a morte e a verdadeira mãe de Chuck (a Diana) e pelo facto de Bart ter tentado matar o próprio filho para ele não revelar o que sabia do pai. No fim, Bart Bass morreu mesmo quando caiu de um prédio de Manhattan. Mais tarde, Blair e Chuck tiveram que se casar mais cedo para ter os privilégios de cônjuges e Blair testemunhar a favor de Chuck sobre a morte do pai. Blair e Chuck casaram-se em pleno Central Park, junto da família e amigos próximos, minutos antes da polícia prender Chuck, que horas depois foi libertado.
A identidade da Gossip Girl foi revelada e desde sempre, desde o início, a Gossip Girl foi o DAN!! Foi nessa altura que ele explicou aos amigos o propósito do site e como tudo começou: Dan era um rapaz normal, desconhecido e era o lonely boy. Estudava no mesmo colégio que os jovens ricos de Manhattan e uma noite ele foi convidado para uma festa deles, acidentalmente, e foi aí que ele conheceu Serena pela primeira vez e por quem se apaixonou. Ele sabia que alguém como ela nunca sairia com alguém como ele e foi aí que tudo começou, foi aí que a Gossip Girl nasceu. Ao longo dos anos Dan foi a Gossip Girl, o rapaz por detrás do site de fofocas mais conhecido de todos, Dan explicou que afinal o seu objetivo, desde o início, foi a Serena, ela sempre foi a sua motivação e a sua musa e a única maneira de a conquistar seria entrar no mundo dela e no mundo da elite do Upper East Side. Todos os amigos ficaram surpreendidos por ser Dan mas até aceitaram bem. Depois da Gossip Girl ser revelada eles perceberam que era o fim da sua era de fofocas e que eles estavam livres para seguir em frente com as suas vidas era o adeus e o fim da Gossip Girl.

## Elenco e personagens

### Elenco regular
- Blake Lively como Serena van der Woodsen
- Leighton Meester como Blair Waldorf
- Penn Badgley como Dan Humphrey
- Chace Crawford como Nate Archibald
- Ed Westwick como Chuck Bass
- Kaylee DeFer como Ivy Dickens
- Kelly Rutherford como  Lily Bass
- Matthew Settle como Rufus Humphrey
- Kristen Bell como Gossip Girl (não creditado)

### Regulares recorrentes
- Michelle Trachtenberg como Georgina Sparks
- Margaret Colin como Eleanor Waldorf-Rose
- Zuzanna Szadkowski como Dorota Kishlovsky
- Robert John Burke como Bart Bass

### Elenco recorrente
- Sofia Black D'Elia como Sage Spencer
- Barry Watson como Steven Spencer
- Yin Chang como Nelly Yuki
- Tamara Feldman como Poppy Lifton
- Alice Callahan como Jessica Leitenberg
- Nan Zhang como Kati Farkas
- William Baldwin como William van der Woodsen
- Sam Robards como Howard Archibald
- Desmond Harrington como Jack Bass
- Wallace Shawn como Cyrus Rose

### Elenco convidado
- Connor Paolo como Eric van der Woodsen
- Taylor Momsen como Jenny Humphrey
- Michael Bloomberg como ele mesmo
- Lisa Loeb como ela mesma
- Ella Rae Peck como Lola Rhodes (não creditado)
- Jessica Szohr como Vanessa Abrams (não creditada)
- Katie Cassidy como Juliet Sharp (não creditada)
- Willa Holland como Agnes Andrews (não creditada)
- Rachel Bilson como ela mesma (não creditada)

## Episódios
| N.º na série | N.º na temp. | Título                                                         | Dirigido por   | Escrito por                      | Exibição original      | Audiência (milhões) |
| --- | ------------ | -------------------------------------------------------------- | -------------- | -------------------------------- | ---------------------- | ------------------- |
| 112 | 1            | "Gone Maybe Gone" "(Foi-se ou Não?)"                           | Mark Piznarski | Josh Schwartz & Stephanie Savage | 8 de outubro de 2012   | 0.78                |
| Após um breve encontro no exterior, Chuck e Blair fazem uma promessa sobre seu relacionamento, o que deixa os dois separados mais uma vez. Dan, com a ajuda de Georgina está escrevendo um livro escandaloso que conta tudo e isso só pode significar problemas à vista! Como o cabeça do The Spectator, Nate está tomando suas decisões e está pronto para ir com tudo contra a Gossip Girl. Já que Serena está desaparecida, a gangue toda se reúne para procurá-la, e eles ficarão chocados com o que vão encontrar. |              |                                                                |                |                                  |                        |                     |
| 113 | 2            | "High Infidelity" "(Alta Infidelidade)"                        | Joe Lazarov    | Annemarie Navar-Gill             | 15 de outubro de 2012  | 0.78                |
| Tentando pôr à prova a si mesma na alta sociedade, Serena é a anfitriã do evento de gala "The Central Park Conservancy", da qual ela é agora o mais novo membro da Diretoria, e ela e Nate, descobrem algo chocante. Blair prepara para estrear sua nova linha de roupa, mais um rival de seu passado é a chave para o seu futuro. Com a ajuda de Georgina, Dan consegue algumas reuniões com editores, mas ele deve decidir se está disposto a sacrificar sua integridade, a fim de obter o seu trabalho publicitário. Enquanto isso, Chuck tenta convencer Amira para ajudá-lo a saber mais sobre o passado de seu pai, mesmo que isso signifique comprometer a relação de Lily e Bart. |              |                                                                |                |                                  |                        |                     |
| 114 | 3            | "Dirty Rotten Scandals" "(Escândalos Podres)"                  | Bart Wenrich   | Natalie Krinsky                  | 22 de outubro de 2012  | 0.95                |
| Sentindo a pressão de fazer seu primeiro desfile de moda da linha de roupa Waldorf um sucesso, Blair, deve contar com a ajuda de uma fonte improvável, mas há algumas intrigas e escândalos no caminho. Serena descobre que a sua amizade com a filha de seu namorado Steven, Sage é mais complicada do que ela esperava, especialmente quando ela é forçada a colocar seus problemas com Blair de lado para fazer Sage feliz. Nate publica o primeiro artigo serializado de Dan causando polêmica e produzindo uma séria ameaça. Enquanto isso, Chuck começa a procurar pela pista que Amira deixou para trás, o que pode ajudar a descobrir o que Bart está escondendo. |              |                                                                |                |                                  |                        |                     |
| 115 | 4            | "Portrait of a Lady Alexander" "(O Retrato de Lady Alexander)" | Andy Wolk      | Matt Whitney                     | 5 de novembro de 2012  | 0.66                |
| Chuck continua investigar o passado de seu pai, e o leva a um improvável evento com a elite de Manhattan, aonde ele espera encontrar um pessoa que possa lhe contar a verdade sobre Bart. Serena e Steven decidem revelar suas românticas histórias para que eles não sejam surpreendidos por ninguém, mais nenhum deles estavam preparados para o inesperado. Com The Spectator em perigo Dan decide publicas seu livro em outro lugar, Nate então tem que que tomar uma decisão difícil para manter seus negócios em ordem. Enquanto isso Georgina faz Dan escolher uma nova namorada para impulsionar sua imagem, mas ele se encontra em diferentes caminhos. |              |                                                                |                |                                  |                        |                     |
| 116 | 5            | "Monstrous Ball" "(Baile Desastroso)"                          | Amy Heckerling | Sara Goodman                     | 12 de novembro de 2012 | 0.73                |
| Depois de Eleanor dar a Blair em ultimato, Blair está ainda mais determinada em resolver os problemas na Waldorf Designs, causando comentários com seu vestido, mas uma revelação chocante no baile afeta a todos. Serena fica preocupada com a atitude de Steven, mas depois de algumas investigações, ela descobre o motivo surpreendente disso. Chuck encontra uma improvável aliada, para ajudá-lo a expor o segredo do seu pai e causando estragos no relacionamento de Lily e Bart. Enquanto isso, Dan publica outro artigo do seu livro, mas o efeito é exatamente o oposto do que ele estava esperando. |              |                                                                |                |                                  |                        |                     |
| 117 | 6            | "Where the Vile Things Are" "(Onde os Podres Estão)"           | Norman Buckley | Dan Steele                       | 19 de novembro de 2012 | 0.72                |
| Blair se prepara para a chegada iminente de sua mãe, mas não está preparada para o conjunto de exigências que a mãe coloca em cima dela. Serena se voluntária para ajudar Dan a encontrar um novo lugar para morar, mas seu tempo juntos traz à tona emoções inesperadas. Com a ajuda de Ivy, Chuck descobre que há provas incriminatórias contra seu pai em atividades ilegais e pede a ajuda de Nate para recuperá-las. Enquanto isso, Rufus e Ivy estão entusiasmados com a abertura de sua galeria de arte, mas eles se encontram numa lista sem confirmações de presença fazendo eles lutarem para encontrar outra forma de tornar o evento um sucesso. |              |                                                                |                |                                  |                        |                     |
| 118 | 7            | "Save the Last Chance" "(A Última Oportunidade)"               | Anna Mastro    | Jessica Queller                  | 26 de novembro de 2012 | 0.84                |
| Serena e Dan percebem que eles precisam para fazer as pazes com as pessoas que magoaram. Blair tem uma última chance de provar a sua mãe seu valor como uma designer de moda e com a ajuda de Serena, surge com um plano para fazer sua linha “It” olhar para Sage e seus amigos. Chuck está perto de conseguir as provas que precisa contra seu pai, um de seus mais próximos aliados revela seu plano para Bart. |              |                                                                |                |                                  |                        |                     |
| 119 | 8            | "It's Really Complicated" "(As Coisas Estão Complicadas)"      | John Stephens  | Jake Coburn                      | 3 de dezembro de 2012  | 0.79                |
| Serena e Dan decidem organizar seu primeiro jantar de Ação de Graças juntos, convidando apenas os amigos mais próximos, mas todo mundo parece ter seus objetivos ocultos para comparecer ao evento. Sentindo-se derrotado por seu pai, Chuck começa uma decida ao fundo do poço, o que faz com que Blair busque uma solução para os problemas dele. Enquanto isso, Dan, que escreveu seu último artigo, deve tomar uma difícil decisão sobre publicá-lo ou não, sabendo que isso poderia destruir uma amizade próxima. |              |                                                                |                |                                  |                        |                     |
| 120 | 9            | "The Revengers" "(Os Vingadores)"                              | Patrick Norris | Sara Goodman & Natalie Krinsky   | 10 de dezembro de 2012 | 1.06                |
| Depois de um desentendimento com um Bart cada vez mais paranoico, Blair fica assustadoramente preocupada com a segurança de Chuck. No entanto, sentindo-se confiante de que seu pai nunca vai machucá-lo, Chuck faz um acordo que pode mudar a sua vida. Querendo fazer as coisas melhores para Chuck, Blair elabora um plano com a ajuda de Serena, Georgina e Sage para tentar conseguir o que precisam de Bart. Enquanto isso, Nate finalmente consegue resolver seu problema financeiro de uma fonte que ele nunca pensou que conseguiria. |              |                                                                |                |                                  |                        |                     |
| 121 | 10           | "New York, I Love You XOXO" "(Nova York, Eu Te Amo, BEIJOS)"   | Mark Piznarski | Stephanie Savage                 | 17 de dezembro de 2012 | 1.55                |
| A identidade de Gossip Girl será revelada. Depois da morte de Bart Bass, Chuck e Blair se hospedam num hotel barato e contam com a ajuda do tio Jack para se safarem, o plano dele é que os dois se casem pois como Blair é a única testemunha, ela não será obrigada a depor contra o marido. Enquanto isso, Nate continua suas buscas para descobrir quem é a Gossip Girl. Serena encontra o script de Dan na sua bolsa e resolve voltar fazendo muitas perguntas a ele. Chuck decide desistir do casamento no cartório e pede pra Georgina e Jack chamarem seus amigos e familiares para o casamento que acontecerá em pleno Central Park. Duas fiéis da Gossip Girl descobrem o plano e o enviam pra GG, mas como eles não postam nada elas ligam pra polícia. A polícia chega para prender Chuck, fazendo com que ele e Blair se apressem para se casar, o que finalmente acontece! Ápos os dois serem levados a delegacia o celular de todos toca (incluindo convidados especiais como o prefeito de Nova York) com um post do Spectator sobre a Gossip Girl, depois a própria GG revela sua identidade em seu blog. Cinco anos depois eles se encontram para o mais esperado e aclamado momento de união entre Dan e Serena. |              |                                                                |                |                                  |                        |                     |

## Produção
Em 11 de maio de 2012, a série foi escolhida para uma curta e sexta temporada, começando em outubro e concluindo em 17 de dezembro. Em 17 de maio de 2012, com a revelação da programação da televisão da The CW em 2012–13, Gossip Girl ficou na segunda-feira à noite e mudou-se para o horário das 9:00 pm/8:00 pm após a quinta temporada de 90210. Foi anunciado em 30 de julho de 2012, que a sexta temporada teria 10 episódios.
Em 25 de abril de 2012, confirmou-se que o ex-produtor e produtor executivo Joshua Safran deixou a série, e tornou o novo showrunner do Smash da NBC.
Em 11 de maio de 2012, a escritora Sara Goodman foi promovida a produtora executiva.
Em 29 de outubro, o quarto episódio da temporada, "Portrait of a Lady Alexander", foi remarcado para 5 de novembro, devido ao furacão Sandy.

### Elenco
Blake Lively, Leighton Meester, Penn Badgley, Chace Crawford, Ed Westwick, Kaylee DeFer, Kelly Rutherford e Matthew Settle retornaram como regulares da série. Michelle Trachtenberg foi promovida a um papel de convidado para esta temporada. O ex-atores recorrente, Desmond Harrington e Robert John Burke, também retornaram como convidados da temporada.
Em 7 de julho de 2012, a atriz Andrea Gabriel, conhecida por seu papel em Lost, foi escalada como empresária de Dubai. O ator de Barry Watson de 7th Heaven, conseguiu um papel de ator convidado como o jovem empreendedor Steven Spence, que se envolve romanticamente com Serena.
A modelo britânica Alexa Chung aparece como ela mesma em uma trama envolvendo a nova linha de moda de Blair. A ex-estrela de Skins Sofia Black D'Elia foi vista filmando cenas com Lively para a sexta temporada. Ela desempenhou o papel de Sage Spence, a filha de Steven.
As ex-estrelas convidadas de Gossip Girl Tamara Feldman e Yin Chang foram chamadas para retornar a temporada para sua última temporada como Poppy Lifton e Nelly Yuki, respectivamente. Taylor Momsen e Connor Paolo reprisaram seus papéis como Jenny Humphrey e Eric van der Woodsen para o final da série, que não foram vistos desde suas partidas na quarta temporada.
Kristen Bell, Rachel Bilson, Katie Cassidy, Ella Rae Peck, Holanda Willa, Lisa Loeb, Michael Bloomberg e Jessica Szohr tiveram participação especial no final da série.

## Audiência
| N. | Título                         | Exibição               | Rating/share (18–49) | Espectadores (milhões) |
| -- | ------------------------------ | ---------------------- | -------------------- | ---------------------- |
| 1  | "Gone Maybe Gone"              | 8 de outubro de 2012   | 0.4/1                | 0.78                   |
| 2  | "High Infidelity"              | 15 de outubro de 2012  | 0.4/1                | 0.78                   |
| 3  | "Dirty Rotten Scandals"        | 22 de outubro de 2012  | 0.4/1                | 0.95                   |
| 4  | "Portrait of a Lady Alexander" | 5 de novembro de 2012  | 0.3/1                | 0.66                   |
| 5  | "Monstrous Ball"               | 12 de novembro de 2012 | 0.4/1                | 0.73                   |
| 6  | "Where the Vile Things Are"    | 19 de novembro de 2012 | 0.4/1                | 0.72                   |
| 7  | "Save the Last Chance"         | 26 de novembro de 2012 | 0.4/1                | 0.84                   |
| 8  | "It's Really Complicated"      | 3 de dezembro de 2012  | 0.3/1                | 0.79                   |
| 9  | "The Revengers"                | 10 de dezembro de 2012 | 0.6/1                | 1.06                   |
| 10 | "New York, I Love You XOXO"    | 17 de dezembro de 2012 | 0.8/2                | 1.55                   |